# Antton Haramboure
Antton Haramboure (né le 29 avril 1991 à Bayonne) est un nageur français spécialiste des épreuves de nage libre. Durant sa carrière, il est licencié au sein du club toulousain des Dauphins du TOEC.

## Palmarès

### Championnats d'Europe
- Championnats d'Europe 2010 à Budapest (Hongrie) :
  -  Médaille de bronze du 4 × 200 m nage libre (Yannick Agnel Clément Lefert Jérémy Stravius).

## Performances en grand bassin
- 200 m nage libre - Demi-finales - 1 min 51 s 78 - 19 mars 2012 - Championnats de France de natation 2012
- 400 m nage libre - Finale B - 3 min 56 s 42 - 18 mars 2012 - Championnats de France de natation 2012

## Performance en petit bassin
- 100 m nage libre - Séries - 54 s 24 - 4 décembre 2011 - Championnats de France de natation en petit bassin 2011